# Varanus spenceri
Varanus spenceri este o specie de reptile din genul Varanus, familia Varanidae, descrisă de Lucas și Frost 1903. Conform Catalogue of Life specia Varanus spenceri nu are subspecii cunoscute.